# UFC 33
UFC 33: Victory in Vegas（ユーエフシー・サーティスリー：ヴィクトリー・イン・ベガス）は、アメリカ合衆国の総合格闘技団体「UFC」の大会の一つ。2001年9月28日、ネバダ州ラスベガスのマンダレイ・ベイ・イベント・センターで開催された。

## 大会概要
本大会は、2001年4月にニュージャージー州アスレチック・コントロール・ボードにより制定された総合格闘技の統一ルール（通称”ユニファイド・ルール”）に基づいて、ネバダ州アスレチック・コミッションにより認可された初めての総合格闘技の大会となった。
メインイベントのUFC世界ライトヘビー級タイトルマッチでは王者ティト・オーティズが挑戦者ウラジミール・マティシェンコを降して、4度目の王座防衛に成功した。
UFC世界ライト級タイトルマッチでは王者ジェンス・パルヴァーが挑戦者デニス・ホールマンを降して、王座の初防衛に成功した。
UFC 31より新設されたミドル級の王座決定戦ではデイブ・メネーがギル・カスティーリョを降して、初代UFC世界ミドル級王者となった。
イーブス・エドワーズがUFCに初出場した。

## 試合結果

### プレリミナリィカード
第1試合 ライト級 5分3R
○  ディン・トーマス vs.  ファビアノ・イハ ×
3R終了 判定3-0（29-28、29-27、29-28）
第2試合 ミドル級 5分3R
○  ヒカルド・アルメイダ vs.  ユージーン・ジャクソン ×
1R 4:06 三角絞め
第3試合 ウェルター級 5分3R
○  中尾受太郎 vs.  トニー・デソーザ ×
2R 0:15 KO（左フック）

### メインカード
第4試合 UFC世界ミドル級王座決定戦 5分5R
○  デイブ・メネー vs.  ギル・カスティーリョ ×
5R終了 判定3-0（49-43、49-44、49-45）
※メネーが王座獲得に成功
第5試合 ウェルター級 5分3R
○  マット・セラ vs.  イーブス・エドワーズ ×
3R終了 判定2-0（30-26、30-27、29-29）
第6試合 ライトヘビー級 5分3R
○  チャック・リデル vs.  ムリーロ・ブスタマンチ ×
3R終了 判定3-0（29-28、29-27、29-27）
第7試合 UFC世界ライト級タイトルマッチ 5分5R
○  ジェンス・パルヴァー vs.  デニス・ホールマン ×
5R終了 判定3-0（49-47、48-47、48-47）
※パルヴァーが王座の初防衛に成功
第8試合 UFC世界ライトヘビー級タイトルマッチ 5分5R
○  ティト・オーティズ vs.  ウラジミール・マティシェンコ ×
5R終了 判定3-0（50-43、50-44、50-44）
※オーティズが王座の4度目の防衛に成功